# Мэтр и Призрачный Свет
«Мэтр и Призрачный Свет» (англ. Mater and the Ghostlight) — короткометражный фильм студии Pixar, спин-офф фильма «Тачки». Фильм был выпущен на DVD вместе с мультфильмом «Тачки». Премьера в Австралии состоялась 25 октября 2006 года, в США — 7 ноября 2006 года.
Фильм также был выпущен 4 октября 2007 года в издании «Pixar Short Films Collection, Volume 1».

## Сюжет
Мэтр — большой любитель подшутить над другими жителями Радиатор-Спрингс. И всем приходится терпеть его выходки, пока Шериф не рассказывает на очередной вечеринке у кафе Фло о Призрачном Свете — духе неупокоившегося бензовоза, восставшего из-под пресса, обитающем на шоссе 66. Мэтр очень сильно впечатляется страшилкой, на что и рассчитывали Молния и Гвидо, прицепив к его крюку ярко светящуюся лампу. Мэтр жутко пугается и убегает от «преследующего» его Призрачного Света, пока совсем не выбивается из сил. Тут-то и раскрывается шутка. Шериф говорит, что в их краях может пугать только воображение. А Док Хадсон говорит, что пугать могут также бензовампиры. Все уезжают, оставив Мэтра напуганным. В сцене после титров он сталкивается с бензовампиром (который на самом деле является огромным грузовиком, который является и монстр-траком, и строительным автомобилем с разбитым лобовым стеклом и логотипом «BANSHEE» спереди), но, не зная, что это он, предупреждает его о бензовампирах, прежде чем снова отправиться в целях безопасности к своей свалке, оставляя чудовищный автомобиль в замешательстве.

## Персонажи. Актёры
- Мэтр — Ларри-кабельщик
- Молния Маккуин — Оуэн Уилсон
- Шериф — Майкл Уоллис
- Салли Каррера — Бонни Хант
- Док Хадсон — Пол Ньюман
- Рамон — Чич Марин
- Сержант — Пол Дули
- Фло
- Шланг
- Луиджи
- Гвидо
- Лиззи
- Мак
- Филмор
- Флик
- комбайн Фрэнк
- Тракторы
- экскаватор Банши